# Notropis simus
Notropis simus је зракоперка из реда Cypriniformes и фамилије Cyprinidae. 

## Угроженост
Ова врста се сматра угроженом.

## Распрострањење
Врста је присутна у Мексику и Сједињеним Америчким Државама.

## Станиште
Станиште врсте су слатководна подручја.